# Liste der Baudenkmale in Oldenburg (Oldb) – Blumenstraße
In der Liste der Baudenkmale in Oldenburg (Oldb) – Blumenstraße stehen alle Baudenkmale der Blumenstraße in Oldenburg (Oldb).  Die Quelle der IDs und der Beschreibungen ist der Denkmalatlas Niedersachsen.
Der Stand der Liste ist das Jahr 2022(21).

## Allgemein
In den Spalten befinden sich folgende Informationen:
- Lage: die Adresse des Baudenkmales und die geographischen Koordinaten. Kartenansicht, um Koordinaten zu setzen. In der Kartenansicht sind Baudenkmale ohne Koordinaten mit einem roten Marker dargestellt und können in der Karte gesetzt werden. Baudenkmale ohne Bild sind mit einem blauen Marker gekennzeichnet, Baudenkmale mit Bild mit einem grünen Marker.
- Bezeichnung: Bezeichnung des Baudenkmales
- Beschreibung: die Beschreibung des Baudenkmales. Unter § 3 Abs. 2 NDSchG werden Einzeldenkmale und unter § 3 Abs. 3 NDSchG Gruppen baulicher Anlagen und deren Bestandteile ausgewiesen.
- ID: die Objekt-ID des Baudenkmales
- Bild: ein Bild des Baudenkmales, ggf. zusätzlich mit einem Link zu weiteren Fotos des Baudenkmals im Medienarchiv Wikimedia Commons. Wenn man auf das Kamerasymbol klickt, können Fotos zu Baudenkmalen aus dieser Liste hochgeladen werden:

Zurück zur Hauptliste
| Lage                                            | Bezeichnung | Beschreibung | ID       | Bild |
| ----------------------------------------------- | ----------- | --- | -------- | ---- |
| Blumenstraße 1 53° 8′ 40″ N, 8° 12′ 35″ O       | Wohnhaus    | Zweigeschossiger, fünfachsiger Putzbau mi Walmdach. EG mit horizontalen Putzfugen. Umlaufendes Gurtsgesims. Obergeschossfenster durch Rahmung mit segmentbogigen Verdachungen hervorgehoben, mittlere Achse durch Pilaster betont. Unter dem Kranzgesims Fries mit Beschlagwerksornamentik. | 37419691 | BW   |
| Blumenstraße 3 53° 8′ 41″ N, 8° 12′ 33″ O       | Wohnhaus    | Eineinhalbgeschossiger, giebelständiger Putzbau mit Satteldach; vierachsig zur Blumenstraße. 1865/66 von Heinrich Früstück für Malermeister Pestrop errichtet. Vorgarten mit schmiedeeisernen Zaun. | 37419711 | BW   |
| Blumenstraße 5 53° 8′ 41″ N, 8° 12′ 32″ O       | Wohnhaus    | Eineinhalbgeschossiger Putzbau auf hohem Sockelgeschoss unter giebelständigen Satteldach. Fassade vierachsig ausgebildet. Vor der dritten und vierten Achse im EG dreiseitiger Altan. Mittlere Fenster im Giebeldreieck durch Pilasterrahmung und gerade verdachung hervorgehoben. Eingang an der linken Traufseite in einem zweigeschossigen Vorbau mit Satteldach. | 37419731 | BW   |
| Blumenstraße 14 53° 8′ 42″ N, 8° 12′ 29″ O      | Wohnhaus    | Eingeschossiger fünfachsiger verputzter Massivbau auf Souterraingeschoss. Ausgebautes Dachgeschoss unter traufständigem Halbwalmdach. Straßenseitig auf der Mittelachse Eingangszone mit Glasüberbau von 1906. 1869 errichtet. | 37419648 | BW   |
| Blumenstraße 25 / 27 53° 8′ 41″ N, 8° 12′ 22″ O | Wohnhaus    | Zweigeschossiger verputzter Massivbau mit vorgeblendeter Ziegelfassade auf Souterraingeschoss unter Mansarddach. Achtachsige Fassade mit Jugendstildekor, die äußeren Achsen jeweils leicht vorgezogen, links mit Turmgeschoss, rechts mit Schweifgiebel. An beiden Seiten dreiseitiger Altan vorgesetzt. 1907 von Architekt Johann Gerhard Wempe errichtet. | 37419751 | BW   |
| Blumenstraße 35 53° 8′ 42″ N, 8° 12′ 16″ O      | Wohnhaus    | Eineinhalbgeschossiger Putzbau auf hohem Souterraingeschoss unter Satteldach. Eingangsvorbau, und seitliche Gartenloggia von 1914. Hausgarten mit Eisenzaun. Traufständiger Frühtyp des Oldenburger Giebelhauses von 1875. | 37456799 | BW   |
| Blumenstraße 35 53° 8′ 41″ N, 8° 12′ 16″ O      | Garten      | | 39034750 | BW   |
| Blumenstraße 40 53° 8′ 42″ N, 8° 12′ 17″ O      | Wohnhaus    | Eingeschossiger, vierachsiger Putzbau auf hohem Sockelgeschoss unter giebelständigem Satteldach. Fassadenschmuck in Form von geraden Fensterverdachungen und Brüstungsfeldern im EG. Bauzeitliche schmiedeeiserne Einfriedung. Um 1871 von Oetken und Sundermann errichtet. | 37456823 | BW   |
| Blumenstraße 42 53° 8′ 42″ N, 8° 12′ 16″ O      | Wohnhaus    | Eingeschossiger, verputzter Massivbau auf hohem Sockelgeschoss unter vorkragendem, giebelständigem Satteldach. Dreiachsige Fassade mit Gurtgesims und geraden Fensterverdachungen. 1875 errichtet. Einfriedung teilweise erneuert. | 37456847 | BW   |
| Blumenstraße 44 53° 8′ 42″ N, 8° 12′ 15″ O      | Wohnhaus    | Eineinhalbgeschossiges Eckgebäude mit Putzrustizierung auf hohem Sockelgeschoss unter Satteldach, das giebelständig zur Blumenstraße steht. Umlaufendes Gurtgesims. Eingang in abgfaster Ecke, Ladeneinbau. 1875 von Heinrich Wittholt errichtet. | 37457168 | BW   |
| Blumenstraße 45 53° 8′ 42″ N, 8° 12′ 12″ O      | Wohnhaus    | Eineinhalbgeschossiger Putzbau auf hohem Sockelgeschoss unter giebelständigem Satteldach. Fassade im EG dreiachsig, im Dachgeschoss vierachsig, mittleren beiden Fenster sind durch Verdachung zusammengefasst. 1899/1900 von Johann Heinrich Brandes für Frau Dr. Renken errichtet. | 37457100 | BW   |
| Blumenstraße 50 53° 8′ 43″ N, 8° 12′ 11″ O      | Wohnhaus    | Zweigeschossiger, verputzter Massivbau auf hohem Sockelgeschoss unter Walmdach. Dreiachsige Fassade, auf der rechten Seite polygonaler Altan mit Wintergarten. Eingang seitlich in einem zweigeschossigen Vorbau. 1896 von Maurermeister Johann Heinrich Brandes für Frau Dr. Renken errichtet. | 37456962 | BW   |
| Blumenstraße 52 53° 8′ 43″ N, 8° 12′ 10″ O      | Wohnhaus    | Eineinhalbgeschossiger, vierachsiger verputzter Massivbau auf hohem Sockelgeschoss unter giebelständigem Satteldach. Zweiachsiger Altan mit Wintergarten auf der rechten fassadenseite. Die beiden mittleren Fenster des DG mit gerader Verdachung zusammengefasst. An der linken Seite Eingang in zweigeschossigem Vorbau mit Satteldach. Schmiedeeiserner Einfriedung. 1894/95 von Johann Gerhard Wempe errichtet.                                                        | 37456985 | BW   |
| Blumenstraße 51 53° 8′ 42″ N, 8° 12′ 9″ O       | Wohnhaus    | Eineinhalbgeschossiger Massivbau mit hohem Sockelgeschoss unter giebelständigem Satteldach. Fassade mit Putzrustizierung. Umlaufendes Gurtgesims in Wellenform, dreiachsiger Altan auf der linken Seite. Im DG die mittleren Fenster durch gerade Verdachungen zusammengefasst. An der rechten Traufseite Eingang in zweigeschossigen Anbau mit Satteldach. Mit schmiedeeiserner Einfriedung. 1893 von Johann Gerhard Wempe errichtet, 1906 und 1910 erweitert.             | 37456870 | BW   |
| Blumenstraße 53 53° 8′ 42″ N, 8° 12′ 9″ O       | Wohnhaus    | Eineinhalbgeschossiger, verputzter Massivbau auf hohem Sockelgeschoss unter giebelständigem Walmdach. Vierachsige Fassade mit aufgeputzter Rustizierung. Umlaufende Gurtgesimse, vor den ersten beiden Achsen Altan mit massiver Brüstung. Fensterrahmungen und Brüstungsfelder. Mittleren Fenster im DG mit Dreiecksverdachungen. Eingang an der rechten Traufseite in einem zweigeschossigen Vorbau mit Satteldach. 1893 von Johann Gerhard Wempe errichtet.              | 37456893 | BW   |
| Blumenstraße 54 53° 8′ 43″ N, 8° 12′ 10″ O      | Wohnhaus    | Eineinhalbgeschossiger Massivbau mit hohem Sockelgeschoss unter giebelständigem Satteldach. Vierachsige Fassade mit Putzrustizierung, umlaufendem Gurtgesims. Auf der rechten Seite zweiachsiger Altan mit massiver Brüstung. Die beiden mittleren Fenster im Dachgeschoss mit dreieckigen Verdachungen. An der linken Traufseite zweigeschossiger Eingangsvorbau mit Satteldach. Schmiedeeiserner Einfriedung aus der Bauzeit. 1894/95 von Johann Gerhard Wempe errichtet. | 37457008 | BW   |
| Blumenstraße 55 53° 8′ 42″ N, 8° 12′ 7″ O       | Wohnhaus    | Eineinhalbgeschossiger, verputzter Massivbau auf hohem Sockelgeschoss mit giebelständigem Satteldach. Vierachsige Fassade nur mit einfachem Gurtgesims und geraden Verdachungen der Dachgeschossfenster. Einfriedung erneuert. 1887 von Maurermeister Oetken für Anna Schröder errichtet. | 37456916 | BW   |
| Blumenstraße 56 53° 8′ 43″ N, 8° 12′ 9″ O       | Wohnhaus    | Eineinhalbgeschossiger, verputzter Massivbau auf hohem Sockelgeschoss unter giebelständigem Satteldach. Fassade mit aufgeputzten Querfugen, mittige polygonaler Altan. die beiden mittleren Fenster mit geraden Verdachungen zusammengefasst. Eingang in zweigeschossigem Vorbau mit traufständigem Satteldach. Vorgarten mit schmiedeeisernem Zaun eingefasst. 1894 von Heinrich Wittholt errichtet                                                                        | 37457031 | BW   |
| Blumenstraße 57 53° 8′ 42″ N, 8° 12′ 7″ O       | Wohnhaus    | Zweigeschossiger verputzter Massivbau auf Souterraingeschoss. Straßenseitig vorgelagerter eingeschossiger Altan. Zweigeschossiger Gebäuderücksprung als Erschließungstrakt unter abgewalmten Dach auf der Westseite, hier Eingang. Horizontalgliederung durch Gurtgesimse und Konsolfries an der Traufe. Gerade Fensterverdachungen im Obergeschoss. Schmiedeeiserne Einfriedung. 1895 von Johann Gerhard Wempe für Tischlermeister Wilhelm Kruse errichtet.                | 37456939 | BW   |
| Blumenstraße 58 53° 8′ 43″ N, 8° 12′ 8″ O       | Wohnhaus    | Eineinhalbgeschossiger verputzter Massivbau au fhohem Sockelgeschoss unter giebelständigem Satteldach. Vierachsige Fassade, vor den beiden linken Achsen, Vorbau mit Flachdach. Fenster mit geraden Verdachungen, die beiden mittleren Fenster im DG mit Pilaster und Architrav. Rechte Traufseite mit Risalit, in dem sich der Eingang befindet. Bauzeitliche Einfriedung. 1869 von Carl Friedrich Spieske errichtet.                                                      | 37457054 | BW   |
| Blumenstraße 60 53° 8′ 43″ N, 8° 12′ 7″ O       | Wohnhaus    | Zweigeschossiger verputzter Massivbau mit vorgeblendeter Ziegelfassade auf Sockelgeschoss unter Mansarddach. An der Blumenstraße flacher Risalit mit vorgelagertem Altan und Wintergartenaufbau. Vor dem EG Balkonaustritt, danebenliegend Eingang mit Portalrahmung. An der Adlerstraße eingeschossiger Vorbau. Einfriedung aus Schmiedeeisen. 1895 von Maurermeister Johann Heinrich Brandes für Lehrer Fimmen errichtet.                                                 | 37457077 | BW   |